# Jurgen Cavens
Jurgen Cavens (ur. 19 sierpnia 1978 w Broechem) – piłkarz belgijski grający na pozycji napastnika.

## Kariera klubowa
Karierę piłkarską Cavens rozpoczynał w klubie FC Broechem. Następnie został zawodnikiem Lierse SK. W 1995 roku zadebiutował w jego barwach w pierwszej lidze belgijskiej, a w sezonie 1998/1999 stał się podstawowym zawodnikiem tego zespołu. W Lierse występował do końca sezonu 2000/2001. W 1997 roku wywalczył z tym klubem mistrzostwo Belgii, a w 1999 roku zdobył Puchar Belgii i Superpuchar Belgii.
Latem 2001 roku Cavens został zawodnikiem francuskiego Olympique Marsylia. W Ligue 1 zadebiutował 8 września 2001 w zremisowanym 0:0 domowym spotkaniu z Olympique Lyon. W Olympique Marsylia rozegrał przez pół roku 5 meczów i strzelił 1 gola.
W 2002 roku Cavens wrócił do Belgii i przeszedł do Standardu Liège, w którym zadebiutował 13 stycznia 2002 w meczu z Royalem Charleroi (6:0), w którym strzelił gola. Latem 2002 został na jeden sezon wypożyczony do holenderskiego FC Twente. Swoje pierwsze spotkanie w Eredivisie rozegrał 30 sierpnia 2002 przeciwko RKC Waalwijk (2:3) i zdobył w nim gola. W 2003 roku wrócił do Standardu i grał w nim do grudnia.
Na początku 2004 roku Cavens został piłkarzem KAA Gent. Zadebiutował w nim 17 stycznia 2004 przeciwko KSK Beveren (2:1). Pół roku później odszedł do Germinalu Beerschot. W Germinalu po raz pierwszy wystąpił 7 sierpnia 2004 w meczu z Gent (0:5). W 2005 roku zdobył z Germinalem Puchar Belgii.
W 2008 roku Cavens wrócił do Lierse i do lata 2010 grał w drugiej lidze belgijskiej. Wtedy też awansował z Lierse do pierwszej ligi. Następnie grał w Waasland-Beveren, Cappellen FC i Beerschocie Wilrijk.
| Sezon   | Klub                  | Kraj     | Rozgrywki               | Mecze | Bramki |
| ------- | --------------------- | -------- | ----------------------- | ----- | ------ |
| 1995/96 | Lierse SK             | Belgia   | Eerste Klasse           | 5     | 0      |
| 1996/97 | Lierse SK             | Belgia   | Eerste Klasse           | 3     | 1      |
| 1997/98 | Lierse SK             | Belgia   | Eerste Klasse           | 18    | 0      |
| 1998/99 | Lierse SK             | Belgia   | Eerste Klasse           | 33    | 13     |
| 1999/00 | Lierse SK             | Belgia   | Eerste Klasse           | 28    | 11     |
| 2000/01 | Lierse SK             | Belgia   | Eerste Klasse           | 28    | 8      |
| 2001/02 | Olympique Marsylia    | Francja  | Ligue 1                 | 5     | 1      |
| 2001/02 | Standard Liège        | Belgia   | Eerste Klasse           | 28    | 8      |
| 2002/03 | Standard Liège        | Belgia   | Eerste Klasse           | 1     | 0      |
| 2002/03 | FC Twente             | Holandia | Eredivisie              | 25    | 6      |
| 2003/04 | Standard Liège        | Belgia   | Eerste Klasse           | 7     | 0      |
| 2003/04 | KAA Gent              | Belgia   | Eerste Klasse           | 12    | 1      |
| 2004/05 | Germinal Beerschot    | Belgia   | Eerste Klasse           | 22    | 6      |
| 2005/06 | Germinal Beerschot    | Belgia   | Eerste Klasse           | 13    | 6      |
| 2006/07 | Germinal Beerschot    | Belgia   | Eerste Klasse           | 28    | 5      |
| 2007/08 | Germinal Beerschot    | Belgia   | Eerste Klasse           | 8     | 0      |
| 2007/08 | Lierse SK             | Belgia   | Tweede Klasse           | 14    | 1      |
| 2008/09 | Lierse SK             | Belgia   | Tweede Klasse           | 36    | 22     |
| 2009/10 | Lierse SK             | Belgia   | Tweede Klasse           | 32    | 17     |
| 2010/11 | Lierse SK             | Belgia   | Eerste Klasse           | 22    | 4      |
| 2011/12 | Lierse SK             | Belgia   | Eerste Klasse           | 2     | 0      |
| 2011/12 | Waasland-Beveren      | Belgia   | Tweede klasse           | 15    | 4      |
| 2012/13 | Waasland-Beveren      | Belgia   | Eerste Klasse           | 20    | 1      |
| 2013/14 | Royal Cappellen FC    | Belgia   | Derde Klasse            | 14    | 3      |
| 2013/14 | FCO Beerschot-Wilrijk | Belgia   | Provincionale Antwerpen | ?     | ?      |
| 2013/14 | FCO Beerschot-Wilrijk | Belgia   | Promotion C             | ?     | ?      |

## Kariera reprezentacyjna
W reprezentacji Belgii Cavens zadebiutował 28 kwietnia 1999 roku w przegranym 0:1 towarzyskim spotkaniu z Rumunią. 7 października 2000 w meczu eliminacji do MŚ 2002 z Łotwą (4:0) strzelił swojego jedynego gola w reprezentacji. Od 1999 do 2000 roku wystąpił w kadrze narodowej 5 razy i zdobył 1 gola.
| Mecze i gole w reprezentacji | Mecze i gole w reprezentacji | Mecze i gole w reprezentacji | Mecze i gole w reprezentacji | Mecze i gole w reprezentacji | Mecze i gole w reprezentacji | Mecze i gole w reprezentacji |
| #                            | Data                         | Stadion                      | Rywal                        | Wynik                        | Gol                          | Rozgrywki                    |
| 1999                         | 1999                         | 1999                         | 1999                         | 1999                         | 1999                         | 1999                         |
| ---------------------------- | ---------------------------- | ---------------------------- | ---------------------------- | ---------------------------- | ---------------------------- | ---------------------------- |
| 1.                           | 28.04.1999                   | Bukareszt, Rumunia           | Rumunia                      | 0:1                          | 0                            | towarzyski                   |
| 2.                           | 03.06.1999                   | Tokio, Japonia               | Japonia                      | 0:0                          | 0                            | towarzyski                   |
| 3.                           | 05.06.1999                   | Seul, Korea Południowa       | Korea Południowa             | 2:1                          | 0                            | towarzyski                   |
| 4.                           | 18.08.1999                   | Brugia, Belgia               | Finlandia                    | 3:4                          | 0                            | towarzyski                   |
| 2000                         |                              |                              |                              |                              |                              |                              |
| 5.                           | 07.10.2000                   | Ryga, Łotwa                  | Łotwa                        | 4:0                          | 1                            | el. MŚ 2002                  |